# Lakits-villa
A Lakits-villa műemlék épület Pécsett, amely jelenleg irodaépületként működik.

## Története
A Lakits-villa korai historizáló (romantikus) stílusban épült. Tervét Petz Ferenc 1869-ben rajzolta meg. A Piatsek tanítvány, pécsi építőmester a 19. század közepének - 3. negyedének jó átlagos tehetségű kismestere volt. Ismereteink szerint, a Lakits-villa a főműve. A tervtől részleteiben kissé eltérő, némileg egyszerűbb formában valósult meg a következő években.
Az építtető Lakits (Lakics) Xav. Ferenc (ifj.) vaskereskedő volt. A kereskedő családból származó, a város vagyonos patrícius famíliái közé sorolt, házassága révén a Piatsek családdal rokonságba került polgár üzlete és lakása a Király utcai házában volt (ma 9. sz.). A kis termetű Lakits a kor pécsi közéletének aktív szereplője, a kulturális ügyek előharcosa volt. Vagyona, összeköttetései, aktivitása révén adtak a szavára. A helyi hagyomány szerint, az akkori városon kívül eső, reprezentatív nyaralót azzal a céllal építtette, hogy az itt rendezendő összejövetelek révén, eladósorba került leányainak rangos férjet szerezzen. A vagyon mellé társadalmi emelkedést akart biztosítani gyermekeinek, arra számítva, hogy a Pécsett állomásozó császári lovasezred tisztikarának fiatal, pénztelen arisztokratái között talál majd számukra kérőt. Ezek sűrűn vendégeskedtek házánál. A kortárs visszaemlékezés szerint, nem sajnálta a pénzt a kis kéjlak berendezésére sem, amelyet valóságos kis múzeumnak tituláltak. Feltehetően díszkert is tartozott hozzá. A családfő nagyra törő terveiből nem lett semmi. Gyermekei megfelelő pozícióba kerültek, de a polgárság körén belül. Ráadásul, Lakits költekező életmódja, hanyag üzletvitele miatt, a vagyon is elúszott a nemsokára bekövetkezett csődben.
Az 1887-es házszámjegyzékben már a Molnár család a villa gazdája. Később a város tulajdonába került, és bérházként funkcionált. Több lakásra osztották, ami átalakításokkal, új válaszfalak építésével járt. A régi telket felosztották. Így a melléképületek mások kezére kerültek, s a villa mellé új házak épültek. Az 1940-es évek 2. felében egy ideig NÉKOSZ kollégium kapott helyet benne. Később ismét lakások voltak a házban. Az állami tulajdonba vett ingatlan kezelője nem sokat törődött a már 1958-ban műemlékké nyilvánított villa karbantartásával. Védettsége dacára, műemléki értéke az elmúlt évtizedekben folyamatosan csökkent, műszaki állapota romlott. Az épülethez északról csatlakozó, nála fiatalabb, földszintes lakóházat az 1970-es években bontották le.
1990. körül kiüresítették a lehasznált épületet, tervezve felújítását. Ez egy rohamos pusztulás kezdete volt. A helyreállítási kötelezettségtől a tulajdonossá lett Önkormányzat a privatizáció útján szabadult meg. A következő években a villa gazdái gyakran cserélődtek. A műemléki helyreállításra mindegyik kötelezettséget vállalt, de az csak nehezen indult el. Amikor elkezdődött, abban sem volt köszönet. A hol meginduló, hol leálló kivitelezés szinte több kárt tett a védett épületben, mint hasznot. Közben az értékes tartozékoknak lába kelt, vagy elpusztultak. Az épület 1995-ben elvégzett műemléki kutatásának dokumentációja hiányos, a rekonstrukcióhoz csak korlátozottan felhasználható. Például az értékes tartozékok (vasrács, szobrok, stb.) felmérését, lényeges adatait, megfelelő fényképeit nem tartalmazza. Mára a Lakits-villa egykori önmagának csak az árnyéka. A helyi műemlékvédelem állatorvosi lovának minősíthető épület műemléki értéke az elmúlt évek során az eredetinek a töredékére csökkent.
Az épületet egy vállalkozó vásárolta meg 2007-ben. A megújult külsejű villát 2013. március végén adták át. Ma irodaépületként működik.